# Vidnava
Vidnava (Duits: Weidenau (Österreichisch Schlesien)) is een Silezische stad in de Tsjechische regio Olomouc, en maakt deel uit van het district Jeseník. Vidnava telt 1195 inwoners (2023).

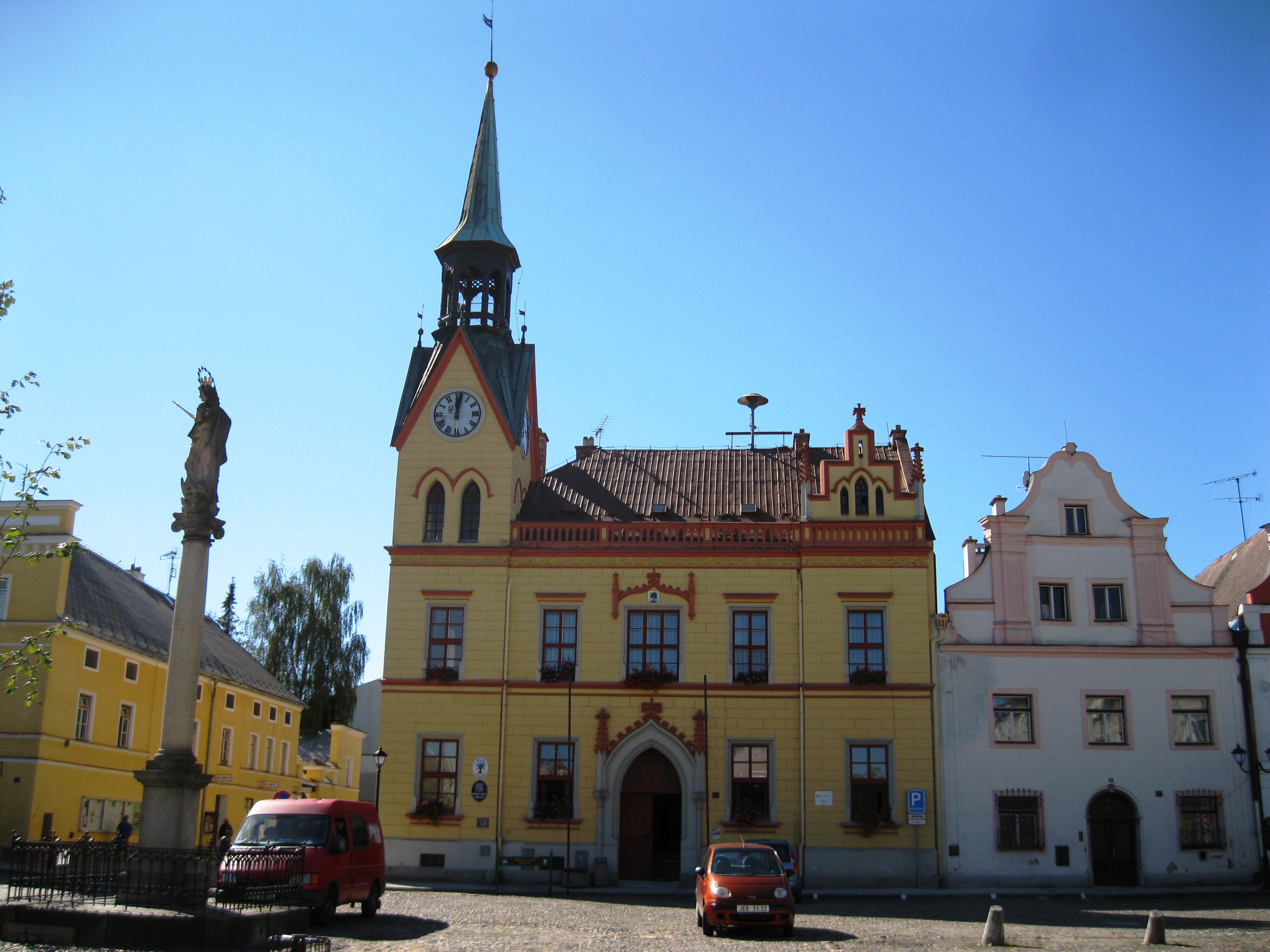
Het stadhuis van Vidnava.

Vidnava was tot 1945 een plaats met een overwegend Duitstalige bevolking. Na de Tweede Wereldoorlog werd de Duitstalige bevolking verdreven.

## Geschiedenis
- 1266 – De eerste schriftelijke vermelding van Vidnava.
- 1996 – De gemeente Vidnava wordt administratief overgeheveld van het district Šumperk naar het nieuw gevormde district Jeseník.
- 2006 – De gemeente Vidnava krijgt (opnieuw) de status stad.[1]

Bělá pod Pradědem ·
Bernartice ·
Bílá Voda ·
Černá Voda ·
Česká Ves ·
Hradec-Nová Ves ·
Javorník ·
Jeseník ·
Kobylá nad Vidnavkou ·
Lipová-lázně ·
Mikulovice ·
Ostružná ·
Písečná ·
Skorošice ·
Stará Červená Voda ·
Supíkovice ·
Uhelná ·
Vápenná ·
Velká Kraš ·
Velké Kunětice ·
Vidnava ·
Vlčice ·
Zlaté Hory ·
Žulová